# Sturtzové
Sturtzové byli původem německý šlechtický rod pocházející ze Saska, z oblasti Krušnohoří.

## Historie
Humanistický vzdělanec a lékař Georg Sturtz (1490–1548) byl synem Andrease Sturtze, majitele dolů v Buchholzu u Annaberku. V roce 1523 působil jako rektor univerzity v Erfurtu a mezi lety 1525 a 1528 byl městským lékařem a lékárníkem v prudce se rozvíjejícím Jáchymově; toto místo po něm převzal Georgius Agricola, který Sturtze chválil. Georgův synovec Christoph starší († 1579; syn jeho pravděpodobného bratra Johanna) působil v Livonsku ve službách rižského arcibiskupa Viléma Braniborského, na jehož popud také vystudoval práva. Jeho synům Wilhelmovi, Johannovi, Christophovi (ml.) a Friedrichovi potvrdil roku 1579 polský král Štěpán Báthory šlechtictví a polepšil erb. Christoph mladší (1557–1602) rovněž absolvoval práva, poté působil jako profesor historie na univerzitě v Rostocku a sloužil jako poradce polského a dánského krále. Jeho starší syn Azarias (1581–1627) učil historii na téže škole a byl diplomatem, zatímco mladší syn Jakob (1602–1672) působil jako právník a prokurátor. Jakobův syn Christoph († 1698) byl žádaným právníkem v Hamburku.